# Município de Hamilton (condado de Lawrence, Ohio)
O município de Hamilton (em inglês: Hamilton Township) é um município localizado no condado de Lawrence no estado estadounidense de Ohio. No ano de 2010 tinha uma população de 1 772 habitantes e uma densidade populacional de 59,22 pessoas por km².

## Geografia
O município de Hamilton encontra-se localizado nas coordenadas 38° 34′ 35″ N, 82° 43′ 56″ O. Segundo o Departamento do Censo dos Estados Unidos, o município tem uma superfície total de 29.92 km², da qual 28,57 km² correspondem a terra firme e (4,54 %) 1,36 km² é água.

## Demografia
Segundo o censo de 2010, tinha 1 772 pessoas residindo no município de Hamilton. A densidade populacional era de 59,22 hab./km².